# Strängnäs (comune)
Strängnäs è un comune svedese di 37 459 abitanti, situato nella contea di Södermanland. Il suo capoluogo è omonimo. Ospita un'antica cattedrale, che ne fa sede di diocesi e in passato la rendeva il capoluogo del Södermanland.

## Località
Nel territorio comunale sono comprese le seguenti aree urbane (tätort):
- Abborrberget
- Åkers styckebruk
- Härad
- Mariefred
- Merlänna
- Stallarholmen
- Strängnäs

## Amministrazione

### Gemellaggi
- Ribe
- Saku
- Kisko
- Kandava
- Garliava
- Leikanger
- Olsztynek
- Priozersk
- Csorna
- Ratzeburg